# Wyckoff
Wyckoff é uma Região censo-designada localizada no estado americano de Nova Jérsei, no Condado de Bergen.Conhecida por ser local de origem da banda norte-americana Jonas Brothers.

## Demografia
Segundo o censo americano de 2000, a sua população era de 16.508 habitantes.

## Geografia
De acordo com o United States Census Bureau tem uma área de
17,1 km², dos quais 17,0 km² cobertos por terra e 0,1 km² cobertos por água.

## Localidades na vizinhança
O diagrama seguinte representa as localidades num raio de 8 km ao redor de Wyckoff.